# Joaquín Turina
Joaquín Turina Pérez (Siviglia, 9 dicembre 1882 – Madrid, 14 gennaio 1949) è stato un compositore spagnolo.

## Biografia
Nacque a Siviglia, dove iniziò i suoi studi, per poi spostarsi a Madrid ma le sue origini erano del Nord Italia. Si perfezionò a Parigi, dove visse dal 1905 al 1914, e dove prese lezioni da Vincent d'Indy alla sua Schola Cantorum, e studiò il pianoforte con Moritz Moszkowski. Come il suo connazionale ed amico Manuel de Falla, nella capitale francese entrò in contatto con i compositori impressionisti come Maurice Ravel e Claude Debussy.
Dal 1914 tornò a vivere a Madrid, dove lavorò come compositore, critico ed insegnante. Nel 1931 cominciò ad insegnare al Conservatorio Reale. 
Fu uno dei maggiori esponenti della nuova scuola musicale spagnola del Novecento. Il suo linguaggio si può definire romantico/impressionista con elementi ritmici e melodici tipici del folclore spagnolo. 
Spesso nelle sue composizioni per chitarra inserisce passi che fanno uso della tecnica del rasgueado, tipica della musica flamenca. Tra le sue composizioni, dove prevale l'interesse del pianoforte, si trovano cinque pezzi per chitarra (composti tra le due guerre) di buon contenuto stilistico ed equilibrio tensivo. Turina fece parte di quei compositori spagnoli (Manuel de Falla, Federico Moreno Torroba, Juan Manén) che, rispondendo all'appello di Segovia, crearono un vasto repertorio originale per chitarra nel '900.
Joaquín Turina morì a Madrid il 14 gennaio 1949 a causa di una broncopolmonite.

## Composizioni per chitarra
- Sevillana op.29 (1923)
- Fandanguillo op.36 (1926)
- Ràfaga op.53 (1930)
- Sonata op.61 (1931)
- Homenaje a Francisco Tárrega    (Garrotìn, Soleares, 1935).